# Brandy Ngatcheu
Brandy Ngatcheu, född 25 mars 2003, är en volleybollspelare (passare). Hon spelar med Kameruns landslag och har med dem kommit trea vid afrikanska mästerskapet 2023 och deltagit vid VM 2022. På juniornivå deltog hon i U18-VM 2019. På klubbnivå har hon spelat med Bafia Evolution, där hon var lagkapten, och Litto Volleyball.